# Orobanche du genêt
Orobanche rapum-genistae
Espèce
Classification phylogénétique
L'Orobanche du genêt (Orobanche rapum-genistae) est une plante vivace de la famille des Orobanchacées.

## Description
Cette orobanche haute de 20 à 80 cm développe des tiges épaisses et dressées, entièrement brunâtres. Les feuilles sont en forme d'écailles brunes collées à la tige. Les fleurs longues de 20 - 25 mm sont brunes, à deux lèvres, la supérieure en forme de casque, les stigmates sont jaunes. Orobanche rapum-genistae est une plante parasite des genêts et des ajoncs (Ulex). Comme toutes les orobanches, elle tire toute sa nourriture des racines de son hôte et ne contient pas de chlorophylle.

## Habitat et répartition
L'Orobanche du genêt est une plante européenne croissant dans des landes où l'on peut trouver différentes espèces de genêts. Dans les faits, elle est surtout présente en France, et en particulier dans les landes à genêt purgatif du Massif central et des Pyrénées orientales. Ailleurs en Europe, sa présence est plus sporadique (nord du Portugal, ouest de l'Allemagne, canton du Tessin en Suisse, ...).